# عبد الرحمن بن القاسم العتقي
أَبُو عَبْدِ اللَّهِ عَبْدُ الرَّحْمَنِ بْنُ الْقَاسِمِ بْنِ خَالِدِ بْنِ جُنَادَةَ الْعُتَقِيُّ الْمِصْرِيُّ الْمَالِكِيُّ (132 – صفر 191هـ / 750 – 806م) صحب الإمام مالكاً عشرين عاماً، وقد كان ابن القاسم من تلاميذ الإمام مالك المخلصين، يسمع من شيخه، ويحفظ جيداً، ويعمل بنصحه، فقد قال له مالك ذات يوم: (اتق الله وعليك بنشر العلم) وكان ابن القاسم أعلم تلاميذ مالك بن انس بعلمه، وآمنهم عليه، وكان رجلاً زاهداً تقياً عزوفاً عن الحكام لا يقبل جوائزهم ولا هداياهم وكان يردد دائماً هذه المقولة (ليس في قرب الولاة، ولا في الدنو منهم خيراً ).
بعد موت مالك انتفع أصحاب مالك بابن القاسم، وهو صاحب المدونة الكبرى في المذهب المالكي، وهي من أجلّ كتبهم. والحق أن ابن القاسم كان الحجة الأولى في مذهب مالك حتى إن زميله عبد الله بن وهب – وهو أطول التلاميذ صحبة لمالك – يقول عنه: (إذا أردت هذا الشأن – يعني الفقه – عند الإمام مالك، فعليك بابن القاسم فإنه انفرد به وشُغِلنا بغيره).

### فهرس المراجع
1. 1 2 3 4 5 6 7  الزركلي (2002)، ج. 3، ص. 323.
2. 1 2  الذهبي (1985)، ج. 9، ص. 125.
3. 1 2 3 4 5 6  الذهبي (1985)، ج. 9، ص. 120.
4. ↑  السيوطي (1983)، ص. 152.
5. 1 2 3 4 5 6  مخلوف (2003)، ج. 1، ص. 88.
6. ↑  "الديباج المذهب في معرفة علماء أعيان المذهب". IslamKotob. مؤرشف من الأصل في 2020-01-24 – عبر Google Books.
7. ↑  الذهبي (1985)، ج. 9، ص. 121.
8. ↑  "مالك حياته وعصره أراؤه الفقهية لمحمد أبو زهرة". IslamKotob. مؤرشف من الأصل في 2020-01-24 – عبر Google Books.

### بيانات المراجع (مُرتَّبة حسب تاريخ النشر)
- جلال الدين السيوطي (1983)، طبقات الحفاظ (ط. 1)، بيروت: دار الكتب العلمية، OCLC:745128458، QID:Q126902731
- شمس الدين الذهبي (1985)، سير أعلام النبلاء، تحقيق: شعيب الأرنؤوط، مجموعة (ط. 1)، بيروت: مؤسسة الرسالة، OCLC:4770539064، QID:Q113078038
- خير الدين الزركلي (2002)، الأعلام: قاموس تراجم لأشهر الرجال والنساء من العرب والمستعربين والمستشرقين (ط. 15)، بيروت: دار العلم للملايين، OCLC:1127653771، QID:Q113504685
- محمد مخلوف (2003)، شجرة النور الزكية في طبقات المالكية (ط. 1)، بيروت: دار الكتب العلمية، QID:Q131310565